# 江贊桑布
江贊桑布（1873年？—1919年），藏族，西藏拉萨人，清末民初任雍和宫札萨克喇嘛、唐古忒堪布。

## 生平
江贊桑布早年在西藏担任仲译堪布。光绪三十四年（1908年）十三世达赖入京觐见时，江贊桑布奉命留在北京，任雍和宫札萨克喇嘛唐古忒堪布，并且担任唐古忒学教习。后来，因为西藏派驻五台山札萨克喇嘛罗桑绛养病逝，经中华民国临时大总统袁世凯批准，江贊桑布依例署理五台山札萨克喇嘛。 1913年2月，获北京政府加封为“诺们罕”。
1913年，江赞桑布为首的西藏旅居北京人士获知即将成立国会参、众两院，但西藏选举尚未举行，便当即成立了西藏旅京同乡会以充西藏选举机构。他们通过蒙藏事务局向大总统提出，国会应当有西藏代表参加，否则不符合选举法，亦违背了“五族共和”。通过江赞桑布等奔走，4月7日北京政府拟定了《西藏第一届国会议员选举施行法》，随即在北京由北京政府“筹办西藏选举事务所”举办西藏第一届国会议员选举，“业经公同监视开匦，所有得票多数之当选人及得票次多数之候补当选人”，于同年5月15日榜示。江赞桑布作为后藏代表获得压倒多数票，当选国会参议院议员。选举完成后，西藏旅京同乡会专门呈文蒙藏事务局称，“今者选举事毕，议员列席此，实出于大总统服绥之德，我五族同胞所当同深钦感者也。会员等亦应黾勉从公，竭之传播五族共和之大旨，解释从前西藏同胞之误会，同享五族共和之幸福。”（以上参见《藏文白话报》1913年各号）
后来，江赞桑布又于1913年12月成为政治会议议员。 1914年6月，获得四等嘉禾章。 政治会议结束后，蒙藏院呈报北京政府称，“雍和宫扎萨克喇嘛江赞桑布前经批准署理五台山扎萨克喇嘛，现在政治会议奉令停止，应即饬赴五台山署任。”江赞桑布接到饬令后，即赴五台山就任，1914年底又“因经班进京当差”，12月23日到达北京，并请蒙藏院向大总统袁世凯代呈贡品，计长寿佛一尊、大哈达一方、马一匹。 1916年第一届国会第二期常会开幕，江赞桑布继续担任参议院议员。
1917年，江赞桑布辞去参议员职务，遗缺由克希克图递补。蒙藏院为此咨内务部称：
蒙藏院为西藏参议员江赞桑布辞职遗缺由克希克图递补致内务部咨

民国六年十一月八日

为咨行事。据西藏旅京同乡会呈称，敝会前推举江赞桑布为参议院议员，业经呈报钧院核准在案。查江议员现在五台供扎萨克喇嘛职，敝会于推选后，即去电通知来京就职去讫。兹据江议员复称，宗教事繁，须亲自经理，万难分身来京就职，而参议院在在重要，召集期又在目前，惟有恳请贵会代为辞职。理合呈请钧院准予辞职，依法递补。等因到院。查西藏参议院议员江赞桑布，既据该会呈请辞职，自系实情，应即照准。所有该议员所遗之缺，应以候补当选之第一名克希克图递补为参议院议员。除函陈国务院外，相应咨行贵部查照办理。此咨。
1919年（民国八年），江赞桑布圆寂。